# Злотники (Малопольське воєводство)
Злотники (пол. Złotniki) — село в Польщі, у гміні Іґоломія-Вавженьчиці Краківського повіту Малопольського воєводства.
Населення — 583 особи (2011).
У 1975-1998 роках село належало до Краківського воєводства.

## Демографія
Демографічна структура станом на 31 березня 2011 року:
|          | Загалом | Допрацездатний вік | Працездатний вік | Постпрацездатний вік |
| -------- | ------- | ------------------ | ---------------- | -------------------- |
| Чоловіки | 292     | 73                 | 189              | 30                   |
| Жінки    | 291     | 49                 | 172              | 70                   |
| Разом    | 583     | 122                | 361              | 100                  |